# Liste der Naturdenkmale in Rangsdorf

Wappen von Rangsdorf

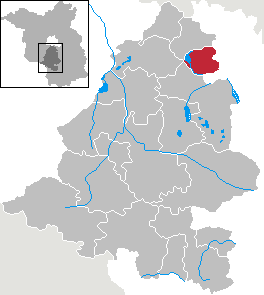
Lage von Rangsdorf

Die Liste der Naturdenkmale in Rangsdorf enthält alle Naturdenkmale der brandenburgischen Gemeinde Rangsdorf und ihrer Ortsteile, welche durch Rechtsverordnung geschützt sind. Naturdenkmäler sind Einzelschöpfungen der Natur, deren Erhaltung wegen ihres beeindruckenden Aussehen, ihrer Seltenheit, ihren Alter oder ihrer Eigenart sowie ihrer ökologischen, wissenschaftlichen, geschichtlichen, volks- oder heimatkundlichen Bedeutung im öffentlichen Interesse liegt oder den Landschaftsraum prägen. Grundlage sind die Veröffentlichungen des Landkreises Teltow-Fläming, wo durch die entsprechenden staatlichen Behörden per Rechtsverordnung oder Gesetz die Naturdenkmale festgesetzt wurden. Dabei wird durch die Festsetzung in 4 verschiedene Kategorien unterschieden:
- Bäume - „Bäume, Baumreihen, Baumgruppen, Alleen, Relikte natürlicher Wälder“[3]
- Findlinge[4]
- Naturdenkmal nass - „Hohlformen, Quellen/Salzaustritte, Moore, Moorseen, Feuchtwiesen, natürliche Bachläufe“[5]
- Naturdenkmal trocken - „Erosionsrinnen, Trockentäler, Dünen, Trockenhänge, Heiden, Erdfälle, Trockenrasen“[6]

## Legende
In den Spalten befinden sich folgende Informationen:
- Nr.: Identifizierungsnummer nach veröffentlichter Liste. Sie wird von der unteren Naturschutzbehörde des Landkreises oder der kreisfreien Stadt vergeben. Wenn sie bekannt ist, wird sie angegeben. In dieser Spalte kann sich zusätzlich das Wort Wikidata befinden, der entsprechende Link führt zu Angaben zu diesem Naturdenkmal bei Wikidata.
- Bezeichnung: Benennung des Naturdenkmals, in der Regel wird bei Bäume die Baumart genannt. Bekannte Eigennamen werden mit angegeben.
- Gemarkung: Ort oder Gemarkung, in der sich das Naturdenkmal befindet
- Lage: Nennt die Lage des Naturdenkmals im jeweiligen Ortsteil und die geografischen Koordinaten des Naturdenkmals. Link zu einem Kartenansichtstool, um Koordinaten zu setzen. In der Kartenansicht sind Naturdenkmale ohne Koordinaten mit einem roten beziehungsweise orangen Marker dargestellt und können in der Karte gesetzt werden. Denkmale ohne Bild sind mit einem blauen bzw. roten Marker gekennzeichnet, Denkmale mit Bild mit einem grünen beziehungsweise orangen Marker.
- Beschreibung: die Beschreibung des Naturdenkmales
- Schutzzweck: Erläutert den Grund der Unterschutzstellung
- Bild: Zeigt ein Bild des Naturdenkmales und gegebenenfalls ein Link zu weiteren Fotos im Medienarchiv Wikimedia Commons

## Groß Machnow

### Bäume
| Bild                                    | Bezeichnung                                                     | Lage | Beschreibung | Schutzzweck                                                                                   | Nummer                                  |
| --------------------------------------- | --------------------------------------------------------------- | --- | ------------ | --------------------------------------------------------------------------------------------- | --------------------------------------- |
| Weitere Bilder Fotos hochladen          | Eichen und Linden (Baumgruppe)                                  | Groß Machnow, Dorfplatz am Kriegsdenkmal, S der Waage; Flur 4, Flurstück 44 (52° 16′ 24,9″ N, 13° 27′ 52″ O)                             | ehemalig     | Schönheit (Ortsbild), Landeskundliche Bedeutung                                               | Blattnummer: 253, Registernummer: B0650 |
| Fotos hochladen                         | Eichenreihe (Baumreihe)                                         | Groß Machnow, 2,3 km NNW Kirche; Flur 2, Flurstück 4 ()                                                                                  | ehemalig     | Eigenart (Alter)                                                                              | Blattnummer: 254, Registernummer: B0777 |
| BW                                      | Stieleichen (Baumgruppe)                                        | Groß Machnow, 0,5 km S Kirche, Straßenbäume der B 96, südlicher Ortsausgang; Flur 4, Flurstück 326, 194 (52° 16′ 28,9″ N, 13° 27′ 52″ O) | ehemalig     | Eigenart (Alter), Schönheit (Ortsbild)                                                        | Blattnummer: 246, Registernummer: B0784 |
| Direkt Bild zu diesem Denkmal hochladen | Zwei Eichen (Baumgruppe)                                        | Groß Machnow, 1,5 km SSW Kirche, am Zülowkanal; Flur 4, Flurstück 326 ()                                                                 | ehemalig     | Eigenart (Alter)                                                                              | Blattnummer: 252, Registernummer: B0785 |
| Fotos hochladen                         | Weiße Maulbeere (Morus alba) (Baum)                             | Groß Machnow, im Gutshof, SW Kirche; Flur 4, Flurstück 948 (52° 16′ 28,9″ N, 13° 27′ 52″ O)                                              |              | Eigenart (Alter, Größe), Wissenschaftliche Bedeutung (Dendrologie), Landeskundliche Bedeutung | Blattnummer: 251, Registernummer: B0786 |
| Weitere Bilder Fotos hochladen          | Kopfweidenallee (Salix spec.), Hopfen (Humulus lupulus) (Allee) | Groß Machnow, 0,7 km NNW Kirche; Flur 1, 2, Flurstück 167, 182; 102, 104, 114, 111 (52° 16′ 56″ N, 13° 27′ 41,3″ O)                      | 52 Bäume     | Schönheit (Landschaftsbild), Landeskundliche Bedeutung                                        | Blattnummer: 209, Registernummer: B0787 |

### Naturdenkmale Nass
| Bild | Bezeichnung                     | Lage                                                                                                   | Beschreibung                                     | Schutzzweck                 | Nummer                                 |
| ---- | ------------------------------- | --- | ------------------------------------------------ | --------------------------- | -------------------------------------- |
| BW   | Binnensalzstelle (Salzaustritt) | Groß Machnow, 2,0 km SSW Kirche; Flur 4, Flurstück 860, 862 (Ödland) (52° 15′ 31,6″ N, 13° 27′ 3,2″ O) | gegenüber Abzweig B96 - Straße nach Telz (K6156) | Erdgeschichtliche Bedeutung | Blattnummer: 73, Registernummer: N0361 |

## Klein Kienitz

### Bäume
| Bild                                    | Bezeichnung                             | Lage                                                                                     | Beschreibung | Schutzzweck                                                          | Nummer                                  |
| --------------------------------------- | --------------------------------------- | ---------------------------------------------------------------------------------------- | ------------ | -------------------------------------------------------------------- | --------------------------------------- |
| Direkt Bild zu diesem Denkmal hochladen | Maulbeerreihe (Baumreihe)               | Klein-Kienitz, Südrand des Spitzbergs; Flur 1, Flurstück 371 ()                          | ehemalig     | Wissenschaftliche Bedeutung (Dendrologie), Landeskundliche Bedeutung | Blattnummer: 248, Registernummer: B0774 |
| BW                                      | Zwei Eiben (Taxus baccata) (Baumgruppe) | Klein-Kienitz, Park; Flur 1B, Flurstück 312, 313, 315 (52° 18′ 22,6″ N, 13° 28′ 49,4″ O) | ehemalig     | Eigenart (Alter, Größe), Landeskundliche Bedeutung                   | Blattnummer: 211, Registernummer: B0775 |

### Naturdenkmale Nass
| Bild | Bezeichnung              | Lage                                                                                             | Beschreibung                                             | Schutzzweck                                             | Nummer                                 |
| ---- | ------------------------ | ------------------------------------------------------------------------------------------------ | -------------------------------------------------------- | ------------------------------------------------------- | -------------------------------------- |
| BW   | Das hohe Feld (Hohlform) | Klein-Kienitz, 1,1 km N Kirche; Flur 2, Flurstück 303 (histor.2) (52° 19′ 2″ N, 13° 28′ 53,7″ O) | nördlich Autobahn A10, Nähe Weidendamm nach Groß Kienitz | Erdgeschichtliche Bedeutung, Naturgeschichtliche Gründe | Blattnummer: 74, Registernummer: N0234 |

## Rangsdorf

### Bäume
| Bild                                    | Bezeichnung                                   | Lage | Beschreibung                                                                            | Schutzzweck                                          | Nummer                                  |
| --------------------------------------- | --------------------------------------------- | --- | --------------------------------------------------------------------------------------- | ---------------------------------------------------- | --------------------------------------- |
| Direkt Bild zu diesem Denkmal hochladen | Eiche (Baum)                                  | Rangsdorf, Grenzweg, südlicher Teil; Flur 18, Flurstück 172, 161 ()                                                                              | ehemalig                                                                                | Eigenart (Alter, Größe), Schönheit (Ortsbild)        | Blattnummer: 243, Registernummer: B0697 |
| BW                                      | Stieleiche (Quercus robur) (Baum)             | Rangsdorf, wenig O Römerschanze; Flur 7, Flurstück 177 (52° 18′ 1,8″ N, 13° 25′ 14,1″ O)                                                         | Es handelte sich ursprünglich um eine geschützte Baumgruppe aus mindestens zwei Bäumen. | Eigenart (Alter, Größe)                              | Blattnummer: 216, Registernummer: B0699 |
| Direkt Bild zu diesem Denkmal hochladen | Linde (Baum)                                  | Rangsdorf, Gartenstr. 5; Flur 10, Flurstück 4 ()                                                                                                 | ehemalig                                                                                | Eigenart (Alter, Größe)                              | Blattnummer: 240, Registernummer: B0700 |
| Direkt Bild zu diesem Denkmal hochladen | Lindenallee (Allee)                           | Rangsdorf, Lindenallee; Flur 5, Flurstück 165 (hist. 25) ()                                                                                      | ehemalig                                                                                | Schönheit (Ortsbild)                                 | Blattnummer: 245, Registernummer: B0701 |
| Direkt Bild zu diesem Denkmal hochladen | Lindenallee (Allee)                           | Rangsdorf, Friedensallee zwischen Frühlingsstraße und Weinbergweg; Flur 7, Flurstück 141 ()                                                      | ehemalig                                                                                | Schönheit (Ortsbild)                                 | Blattnummer: 239, Registernummer: B0702 |
| BW                                      | Stieleiche (Quercus robur) (Baum)             | Rangsdorf und Dahlewitz, Alemannenallee, am nördlichen Grundstücksrand; Flur 12 und 5, Flurstück 3, 245 (52° 18′ 0,4″ N, 13° 26′ 58,3″ O)        |                                                                                         | Eigenart (Alter, Größe)                              | Blattnummer: 221, Registernummer: B0704 |
| BW                                      | Lindenreihe (Tilia spec.) (Baumreihe)         | Rangsdorf, Weg zwischen Friedensallee (in Höhe Frühlingsstraße) und Römerschanze; Flur 7, Flurstück 140, 142/2 (52° 18′ 2,5″ N, 13° 25′ 18,9″ O) | ehemalig, 5 Bäume                                                                       | Eigenart (Alter, Größe), Schönheit (Landschaftsbild) | Blattnummer: 222, Registernummer: B0705 |
| BW                                      | Schwarzpappeln (Baumgruppe)                   | Rangsdorf, Ostufer See, in Höhe der ehemaligen Garnison; Flur 3, Flurstück 1 (52° 17′ 1,7″ N, 13° 24′ 54,2″ O)                                   |                                                                                         | Eigenart (Alter), Seltenheit, Ökologische Bedeutung  | Blattnummer: 237, Registernummer: B0707 |
| BW                                      | Vier Stieleichen (Quercus robur) (Baumgruppe) | Rangsdorf, 1,1 km NW Kirche, Ostufer Rangsdorfer See/Krumme Lanke; Flur 1, Flurstück 19, 20, 22, 23 (52° 17′ 54,9″ N, 13° 24′ 33,3″ O)           | ehemalig                                                                                | Eigenart (Alter, Größe, Ausbildungsform)             | Blattnummer: 213, Registernummer: B0776 |
| Direkt Bild zu diesem Denkmal hochladen | Stieleiche (Baum)                             | Rangsdorf, 1,3 km NNW Kirche, O-Ufer Krumme Lanke; Flur 1, Flurstück 50 (hist.18) ()                                                             | ehemalig                                                                                | Eigenart (Alter, Größe)                              | Blattnummer: 244, Registernummer: B0844 |
| Direkt Bild zu diesem Denkmal hochladen | Stieleiche (Baum)                             | Rangsdorf, 1,5 km N Kirche, Nordost-Ufer Krumme Lanke; Flur 1, Flurstück 50 (hist.18) ()                                                         | ehemalig                                                                                | Eigenart (Alter, Größe)                              | Blattnummer: 247, Registernummer: B0845 |
| Direkt Bild zu diesem Denkmal hochladen | Zwei Eichen (Baumgruppe)                      | Rangsdorf, Lindenallee; Flur 1, 5, 6, Flurstück 36, bzw. 165 (hist.25/2), bzw. 21 ()                                                             | ehemalig                                                                                | Eigenart (Alter, Größe)                              | Blattnummer: 249, Registernummer: B0847 |
| Direkt Bild zu diesem Denkmal hochladen | Sechs Stieleichen (Baumgruppe)                | Rangsdorf, 0,9 km N Kirche, Weinberg im Bereich der Römerschanze; Flur 7, Flurstück 161, 162 ()                                                  | ehemalig                                                                                | Eigenart (Alter, Größe)                              | Blattnummer: 241, Registernummer: B0850 |